# Franz Riess (Architekt)
Franz Riess (* 3. Juli 1876 in Wien; † 24. Februar 1954 ebenda) war ein österreichischer Baumeister und Architekt.

## Leben
Franz Riess war der zweite Sohn des Baumeisters Karl Riess und dessen Gattin Anna Österreicher. Er besuchte die Realschule und studierte nach der Matura 1893 bis 1897 an der Technischen Hochschule in Wien das Ingenieurbaufach, schloss es aber nicht ab. Stattdessen trat er in den väterlichen Betrieb ein. Während seines Studiums wurde er 1895 Mitglied der Wiener akademischen Burschenschaft Libertas. 1905 erlangte er die Baumeisterkonzession und übernahm den Betrieb allein; allerdings arbeitete der Vater bis 1921 weiterhin in der Firma.
Von seinen insgesamt vier Söhnen kamen drei durch tragische Umstände ums Leben. Der vierte Sohn Otto wurde ebenfalls Baumeister und stieg 1937 als Diplomingenieur in die Firma ein, wo er noch einige Jahre mit dem Vater gemeinsam tätig war.

## Werk
Franz Riess verwirklichte als Baumeister zahlreiche Aufträge von fremder Hand. Daneben machte er aber auch einige eigene Entwürfe. Diese Bauten stehen am Übergang des Späthistorismus zum Jugendstil und zeichnen sich durch die Übernahme verschiedener secessionistischer Dekorelemente und einen die Fläche der Bauten betonenden Stil aus. Da der Vater noch mehrere Jahre in der Firma tätig war, ist es nicht immer möglich, Entwürfe eindeutig einer Person zuzuordnen.

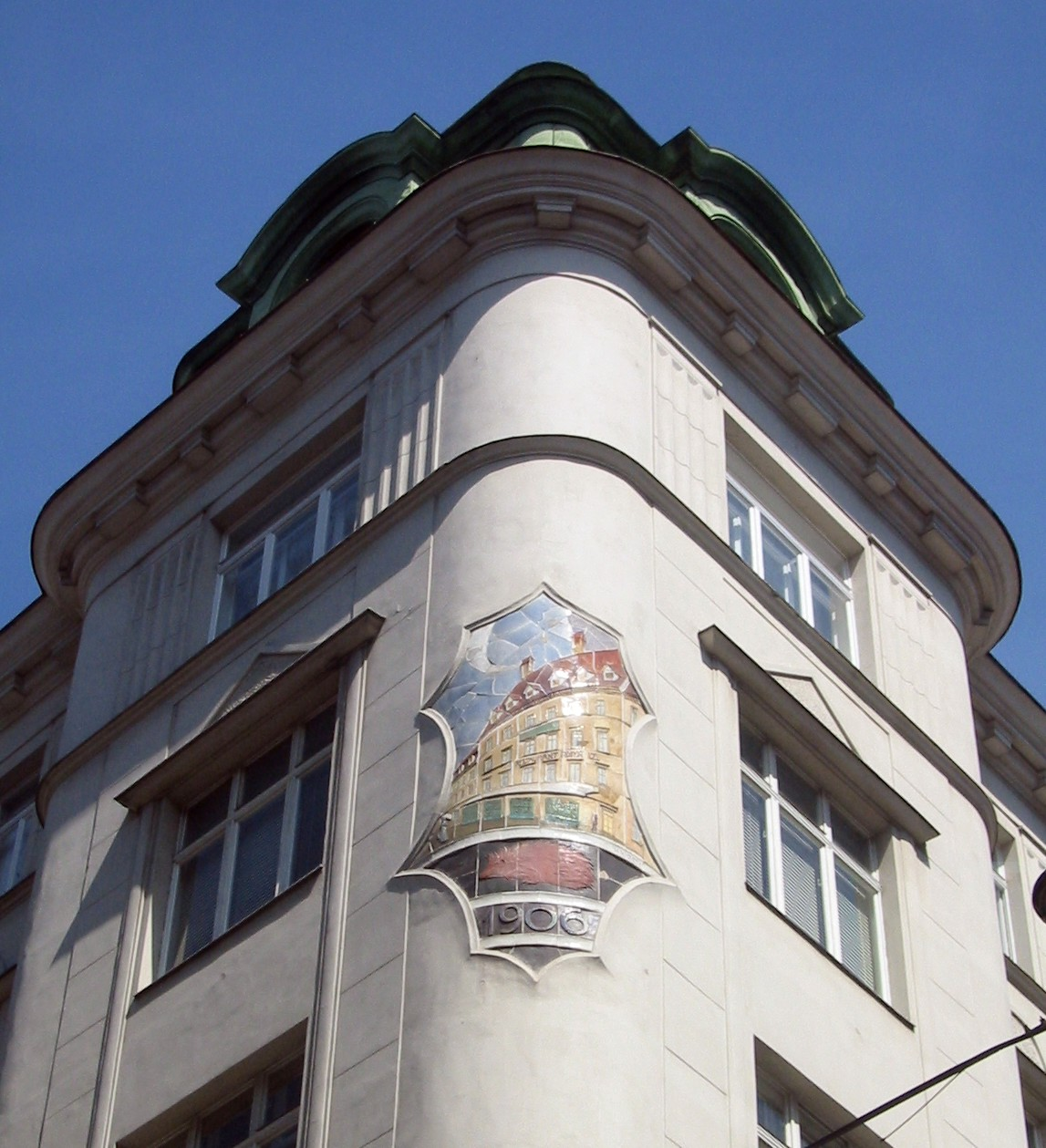
Zum roten Igel, Wildpretmarkt 1 (1904–1906)

- Miethaus, Pfarrplatz 4, Baden (1904), mit Karl Riess
- Miethaus, Pfarrplatz 5, Baden (1904), mit Karl Riess
- Wohn- und Geschäftshaus „Zum roten Igel“, Wildpretmarkt 1, Wien 1 (1904–1906), ursprüngliche Fassade von Max Fabiani, abgeschlagen
- Miethaus, Stumpergasse 9, Wien 6 (1904), mit Karl Riess, Fassade teilweise vereinfacht
- Wohnhausgruppe „Edlinger-Hof“, Mollardgasse 17 / Turmburggasse, Wien 6 (1906), Fassade in Mollardgasse abgeschlagen
- Wohn- und Geschäftshaus „Zu den sieben Sternen“, Stiftgasse 21 / Siebensterngasse, Wien 7 (1906)
- Ausführung der Wohn- und Geschäftshäuser, Favoritenstraße 30–32 / Möllwaldplatz 1–5, Wien 4 (1906), Entwurf Rudolf Goebel
- Miethaus, Georg Sigl-Gasse 11, Wien 9 (1907)
- Miethaus, Rögergasse 14b, Wien 9 (1907)
- Wohnhausgruppe „Edlinger-Hof“, Linke Wienzeile 116 / Turmburggasse 1–7, Wien 6 (1910)
- Fabrikstrakt für Fa. Niedermoser, Franzensgasse 25, Wien 5 (1910)
- Ausführung der Kleinwohnungsanlage, Zur Spinnerin 21–23 / Inzersdorferstraße 115–117 / Braunspergengasse 8, Wien 10 (1913), Entwurf Hans Mayr, Theodor Mayer
- Volksschule, Mariensee am Wechsel 62 (1913)
- Miethauskomplex, Angeligasse 108 / Braunspergengasse 10–12, Wien 10 (1914)
- Privatkapelle und Mausoleum der Familie Schenker, Mariensee, (1925), im Park des Gutsbesitzes Schenker gelegen, mit Paul Gütl